# 爵床脂素A
爵床脂素A是一种有机化合物，分子式C22H18O7，属于木脂素，存在于爵床（学名：Justicia procumbens）中，有細胞毒性。